# Chusaris figurata
Chusaris figurata är en fjärilsart som beskrevs av Moore 1885. Chusaris figurata ingår i släktet Chusaris och familjen nattflyn. Inga underarter finns listade i Catalogue of Life.